# تاريخ الداودي
تاريخ الداودي هي وثيقة باللغة الفارسية من القرن السادس عشر تُسجل إدارة السلالات البشتونية المختلفة في جنوب آسيا. وقد كتبها مؤرخ اسمه عبد الله. ويبدأ الأمر بالسلطان بهلول خان لودي وهو حاكم الدولة اللودهية في دلهي وينتهي بالسلطان داود خان كراني [الإنجليزية] من الدولة الكرانية [الإنجليزية] في البنغال . يمكنك أيضًا العثور على معلومات تتعلق بالدولة الصورية الإسلامية الأفغانية في الكتاب. وبالإضافة إلى هذه السلالات الأفغانية، يحتوي الكتاب أيضًا على الشعر بالإضافة إلى تاريخ سلطنة جونبور. سُمي الكتاب على اسم داود خان كراني [الإنجليزية] لأن أهداه إليه وكتبه في بلاطه. وقد تُرجم إلى الإنجليزية والأردية في عام 1969 من الشيخ عبد الرشيد وإقتدار حسين صديقي من قسم التاريخ بجامعة عليكرة الإسلامية.

## طالع أيضًا
- تاريخ

## روابط خارجية
- اقرأ تاريخ داودي على الإنترنت باللغة الهندية